# セーム革

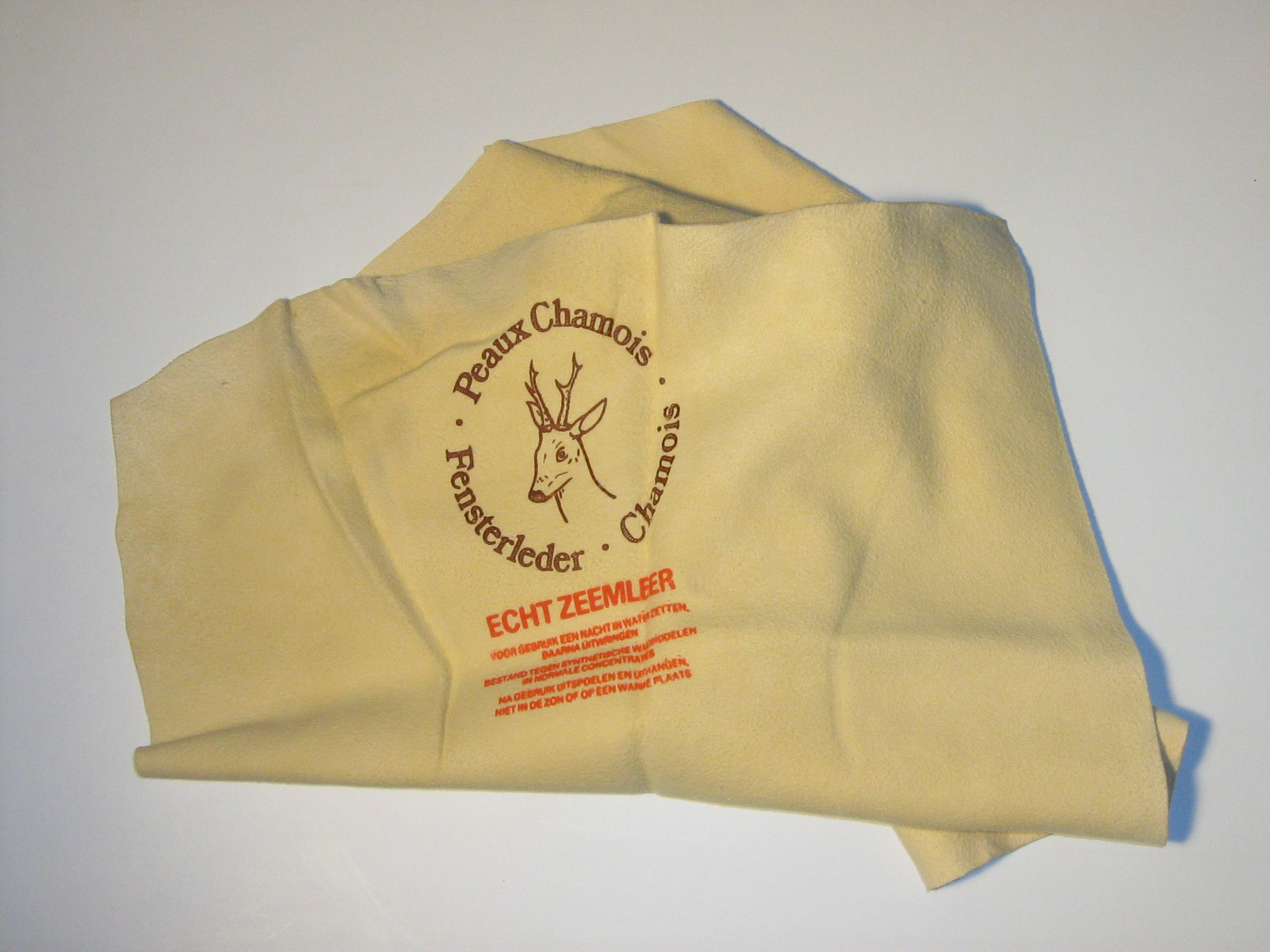
セーム革のクロス

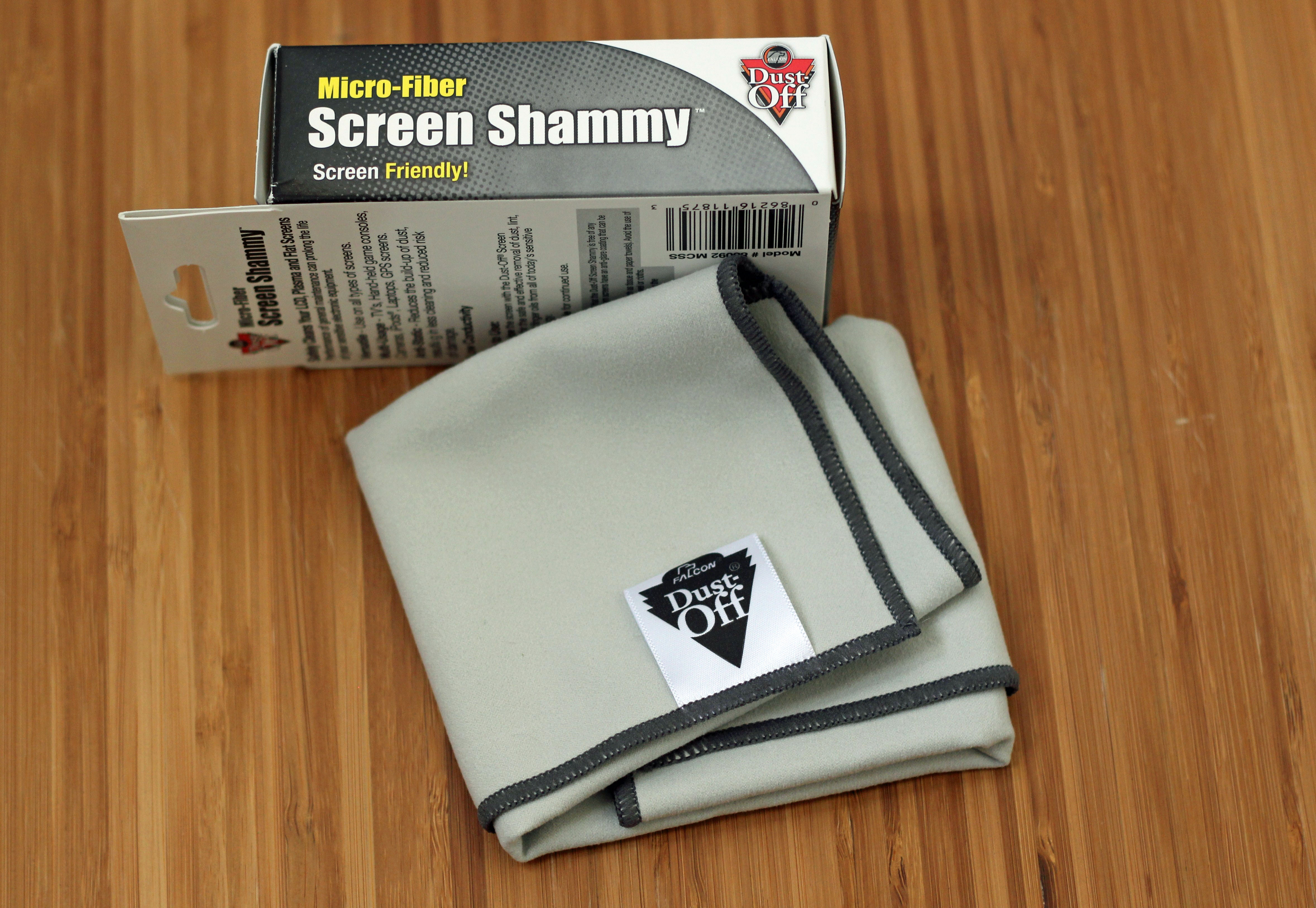
合成マイクロファイバー「シャミ」クロス

セーム革（セームがわ、ドイツ語: Sämischleder、オランダ語: zeemleder）またはシャモア革（シャモアかわ）は、多孔質の皮の一種で、伝統的にシャモア（ヨーロッパの大型山羊の一種、別名ヨーロッパカモシカ）の皮であるが、今日ではほぼ例外なく羊皮のフレッシュスプリットから作られる。シャミ革、シャミ（英語: Chamois [ˈʃæmi]）、カモイとも呼ばれる。
油鞣しの技法を使って鞣され、水洗いしても硬くならないため、自動車の清掃用やガラス磨きなどに広く使われていた。
統計品目番号（HSコード）の用語では、油だけで鞣した革をオールオイルシャモア革、アルデヒド鞣しと油鞣しを組み合わせて鞣した革をコンビネーションシャモア革と呼ぶ。

## イギリス
英国規格BS 6715: 1991は以下のようにシャモア革を定義する。
羊皮もしくは子羊皮のフレッシュスプリット、またはフライジングによって銀面（最上層）が取り除かれている羊皮もしくは子羊皮から作られ、皮中の海洋動物油の酸化を伴う過程によって鞣された革。

## アメリカ合衆国
アメリカ合衆国では、「シャミ（chamois）」という用語は無条件で油だけを使って鞣された羊または子羊の皮のフレッシュスプリットに限られる（米国連邦規格CS99-1970）。
シャモア革はしばしば山羊または豚の皮を使って偽造される。この行為はフランス語でchamoiserと呼ばれる固有の職業である。

## 歴史
特別に加工された皮を指すchamois（シャモア、シャモワ）という用語は1709年より前のいつかに起源があり、ヤギのような動物（厳密に言えば「シャモア」と一般的に呼ばれるヨーロッパの大型偶蹄類）の加工された皮を指していて、主にフランス南西部の手袋製造産業によって使われていた。ビアリッツ近郊で採れる鱈肝油中で鞣した時（油鞣し）、素材がかつてないほどの吸収性を示すことが発見された。鱈肝油中の不飽和脂肪酸が酸化して低分子アルデヒドが生成し、これがコラーゲンと結合することで鞣しが進行する。この革は、馬車を手入れしたり磨いたりする責任を負う従者用の柔らかい白色の手袋に加工された。この産業利用は後に1900年代初頭に発明された「馬なし馬車」のお抱え運転手（ショーファー）へと移っていった。セーム革の人気は量産自動車フロントガラスの出現で大いに高まった。フロントガラスは前方視界を確保するために頻繁に洗う必要があったが、代替手段では水を拭き上げるのに不便で時間がかかっていたためである。

## 性質
本物のセーム革はほぼ研磨特性を持たず、自動車のどのような表面に対しても非常に吸水性の高い拭き上げ素材として使うことができる。そのため、自動車の洗車と拭き上げ用の人気製品となった。
シャモア皮の（非常に密な）毛穴の弾性によって、精密ろ過に使うことができる。その吸水性のため、サイクリングショーツといったその他の利用にも向いている（しかし現代のサイクリングショーツのほとんどは現在では合成「セーム」皮を使用している）。また、水銀のろ過精製にも使われた。
セーム皮は歴史的にガソリンフィルターとして使われた。きれいなガソリンに漬けると、セーム革は水を透過させなくなる。この性質は、水が侵入しやすいドラム缶で貯蔵された燃料、あるいははその他の疑わしい供給源からの燃料をろ過するために用いられる。
ろ過は燃料注入口に合うように先が細くなった金属製の漏斗を使って行われる。適当な大きさのセーム革をきれいな燃料に浸し、漏斗の格子の上に置き、外側を持ち上げることで器を形作る。燃料は燃料ディスペンサーによって漏斗の上に注がれ、水が溜まるのを注意深く見守る。

## 使用
セーム革は洗車後の拭き上げや磨きのために広く使用される。
セーム革の小片は、木炭を使って絵を書く芸術家の消し具として一般的に使用される。画家の指を使うと汚れが残ってしまうが、セーム革を使うと木炭をより柔らかく、きれいに消すことができる。また、木炭の線を柔らかくぼかすためにも使われる。石鹸と水で洗うことでセーム革から木炭を取り除くことができる。
セーム革はプロのフィルムカメラやビデオカメラのファインダー周りで、ファインダーに長時間目をあてていた撮影技師の汗を拭き取るのに使われる。
セーム革は時計、宝飾品、眼鏡、ハサミなどを手入れするためにも使われる。

## 語源
日本語の「セーム」はドイツ語の「Sämischleder（ゼーミシュレーダ）」もしくはオランダ語の「zeemsleer（ゼームスレール）」に由来する（zeemsはオランダ語でシャモアを意味する）。ギュンター・グロスはドイツ語の「seem」という単語は「柔らかい」を意味するオランダ語からの借用語であると推測している。